# Hypopyra hypopyroides
Hypopyra hypopyroides är en fjärilsart som beskrevs av Walker 1858. Hypopyra hypopyroides ingår i släktet Hypopyra och familjen nattflyn. Inga underarter finns listade i Catalogue of Life.